# Tony Conran
Tony Conran (7. dubna 1931 – 14. ledna 2013) byl velšský básník a překladatel. Narodil se v Indii, ale roku 1933 odjel do velšského města Colwyn Bay, kde byl vychováván svými prarodiči. Studoval na Bangorské univerzitě, kde později také vyučoval. Přestože psal v angličtině, zajímal se také o velšský jazyk a věnoval se i překládání velšských básní do angličtiny. Svou první básnickou sbírku nazvanou Formal Poems vydal roku 1960. Zemřel roku 2013 v Bangoru.